# Llista de reis de Galícia
El Regne de Galícia s'origina a conseqüència de la divisió que el rei Alfons III d'Astúries fa del Regne d'Astúries entre els seus fills. Així Garcia rep el Regne de Lleó, Ordoni rep Galícia, i Fuela rep Astúries.

## Dinastia Astur-lleonesa
- 910-924: Ordoni I o Ordoni II de Lleó, rei de Lleó (914-924)
- 924-925: Fruela II, rei d'Astúries i rei de Lleó, germà de l'anterior
- 925-926: Alfons Froilaz, fill de l'anterior
- 926-929: Sanç Ordoni, fill d'Ordoni I

929 integració al Regne de Lleó
- 960-966: Sanç I de Lleó, fill de Ramir II de Lleó i rei de Lleó (956-958)

966 integració al Regne de Lleó
- 982-999: Beremund II de Lleó, nebot de l'anterior i rei de Lleó (985-999)

999 integració al Regne de Lleó

## Dinastia Ximena
1065 separació del Regne de Lleó
- 1065-1071: Garcia I, fill de Ferran I de Castella i Sança I de Lleó
- 1071-1072: Sanç II de Castella, germà de l'anterior i rei de Castella. Usurpador del tron gallec al seu germà Garcia. A la seva mort els dos títols passen al seu germà Alfons VI de Lleó.

unió al Regne de Lleó, Alfons VI de Lleó utilitzarà el títol de rei de Galícia conjuntament amb el de Castella i Lleó per posteriorment desaparèixer

## Dinastia Borgonya
- 1111-1157: Alfons VII de Castella, la seva mare Urraca I de Castella el nomenarà rei de Galícia als set anys.

a la seva mort el títol de rei de Galícia resta integrat en el de rei de Lleó, així el duen els seus successors Ferran II i Alfons IX; quan aquest regne és incorporat al Regne de Castella amb Ferran III el títol serà usat fins al 1833

## Portugal

### Dinastia Borgonya
- 1369-1373: Ferran I de Portugal, aclamat rei de iure de Galícia i de Lleó per diverses ciutats.

### Dinastia Avís
- 1475: Alfons V de Portugal i Joana la Beltraneja, són aclamats reis de iure de Galícia per després ser derrotats en la batalla de Toro el 1479 i que va comportar perdre qualsevol opció de successió dinàstica al Regne de Castella per a ells.